# Campionato mondiale di hockey su prato 2023
L'edizione del 2023 della Coppa del Mondo di hockey maschile è stata la 15a rassegna mondiale del torneo di hockey su prato e si è svolta dal 13 al 29 gennaio 2023 a Bhubaneswar e Raurkela, in India.
Si è trattato della quarta edizione dei mondiali di hockey che vede l'India come paese ospitante, dopo quelle del 1982, del 2010 e del 2018.
Il titolo è andato per la terza volta alla Germania, che in finale ha sconfitto i campioni in carica del Belgio dopo gli shootout.

## Candidatura
Nel dicembre 2018, la Federazione Internazionale di Hockey annunciò che l'edizione 2022 della Coppa del Mondo si sarebbe svolta o a luglio 2022 o a gennaio 2023. Belgio, India e Malaysia si sono candidate per l'organizzazione, che nel novembre 2019 è stata assegnata all'India.

## Qualificazioni
Tutte le squadre che hanno vinto la rassegna continentale di riferimento in una delle cinque confederazioni e la nazione ospitante si sono qualificate automaticamente al campionato del mondo. 
Vengono riportate di seguito le sedici squadre che partecipano ai campionati del mondo, con la posizione che occupavano in classifica prima del torneo:
| Data                     | Evento                       | Luogo                   | Squadra qualificata                                                |
| ------------------------ | ---------------------------- | ----------------------- | ------------------------------------------------------------------ |
| 8 novembre 2019          | Paese ospitante              | India                   | India (6)                                                          |
| 4-13 giugno 2021         | Campionato europeo           | Amstelveen, Paesi Bassi | Belgio (2) Inghilterra (5) Germania (4) Paesi Bassi (3) Spagna (8) |
| 21-24 ottobre 2021       | Qualificazioni europee       | Cardiff, Galles         | Francia (12) Galles (15)                                           |
| 17-23 gennaio 2022       | Coppa delle Nazioni d'Africa | Accra, Ghana            | Sudafrica (14)                                                     |
| 20-30 gennaio 2022       | Coppa Panamericana           | Santiago, Cile          | Argentina (7) Cile (22)                                            |
| 23 maggio-1º giugno 2022 | Coppa d'Asia                 | Giacarta, Indonesia     | Giappone (16) Malaysia (11) Corea del Sud (10)                     |
| Cancellata               | Coppa d'Oceania              | Nuova Zelanda           | Australia (1) Nuova Zelanda (9)                                    |

## Formula
16 squadre sono inizialmente state inserite in quattro gironi composti da 4 squadre ciascuno in cui ogni squadra affronta le altre appartenenti allo stesso girone. La prima di ogni gruppo si è qualificata direttamente ai quarti, la seconda e la terza hanno fatto uno spareggio con le seconde e terze classificate degli altri gironi. Le 4 squadre vincenti dei quarti di finale hanno avuto accesso alle semifinali; le due vincenti delle semifinali hanno partecipato alla finalissima per la medaglia d'oro, mentre le due perdenti hanno disputato la finale 3º-4º posto che ha assegnato la medaglia di bronzo.

## Prima fase

### Gruppo A
| Pos | Squadra   | G | V | N | P | GF | GS | DG  | Pt | Qualificazione   |
| --- | --------- | - | - | - | - | -- | -- | --- | -- | ---------------- |
| 1   | Australia | 3 | 2 | 1 | 0 | 20 | 5  | +15 | 7  | Quarti di finale |
| 2   | Argentina | 3 | 1 | 2 | 0 | 9  | 8  | +1  | 5  | Eliminatorie     |
| 3   | Francia   | 3 | 1 | 1 | 1 | 7  | 14 | −7  | 4  | Eliminatorie     |
| 4   | Sudafrica | 3 | 0 | 0 | 3 | 3  | 12 | −9  | 0  |                  |

| Arbitri: | Coen van Bunge Dan Barstow |

|             |           |  |
| Casella 43’ | Marcatori |  |

| Arbitri: | Martin Madden David Tomlinson |

|                                                                                 |           |  |
| Craig 9’, 32’, 45’ Ogilvie 27’ Hayward 27’ (ac), 29’ (ac), 39’ (ac) Wickham 54’ | Marcatori |  |

| Arbitri: | Coen van Bunge Rawi Anbananthan |

|                           |           |                     |
| Charlet 8’ (ac), 57’ (ac) | Marcatori | 15+’ (ac) Beauchamp |

| Arbitri: | Martin Madden Dan Barstow |

|                                          |           |                                       |
| Domene 19’ (ac) Casella 33’ Ferreiro 49’ | Marcatori | 10’ (ac) Hayward 30’ Beale 58’ Govers |

| Arbitri: | Ben Göntgen David Tomlinson |

| |           |                  |
| Govers 4’, 15’ (ac), 19’ (rig.), 20’ Craig 10’ Harvie 22’ Ephraums 28’ (ac) Hayward 32’ (ac) Brand 47’ | Marcatori | 8’ Ntuli 58’ Kok |

| Arbitri: | Steve Rodgers Sean Rapaport |

|                                                                        |           |                                                                 |
| Etienne Tynevez 11’ Charlet 36’ (rig.), 38’ (ac), 49’ (ac), 60’ (rig.) | Marcatori | 3’ Keegan 34’ (ac), 42’ (ac), 60’ (ac) Della Torre 51’ Ferreiro |

### Gruppo B
| Pos | Squadra       | G | V | N | P | GF | GS | DG  | Pt | Qualificazione   |
| --- | ------------- | - | - | - | - | -- | -- | --- | -- | ---------------- |
| 1   | Belgio        | 3 | 2 | 1 | 0 | 14 | 3  | +11 | 7  | Quarti di finale |
| 2   | Germania      | 3 | 2 | 1 | 0 | 12 | 4  | +8  | 7  | Eliminatorie     |
| 3   | Corea del Sud | 3 | 1 | 0 | 2 | 4  | 13 | −9  | 3  | Eliminatorie     |
| 4   | Giappone      | 3 | 0 | 0 | 3 | 2  | 12 | −10 | 0  |                  |

| Arbitri: | Jonas van 't Hek Javed Shaikh |

|                                                                             |           |  |
| Hendrickx 31’ (ac) Cosyns 43’ van Aubel 50’ (ac) Dockier 52’ De Sloover 58’ | Marcatori |  |

| Arbitri: | Raghu Prasad Gareth Greenfield |

|                                          |           |  |
| M. Grambusch 36’ (ac) Rühr 41’ Prinz 49’ | Marcatori |  |

| Arbitri: | Jonas van 't Hek Raghu Prasad |

|                |           |                   |
| Lee J. 9’, 24’ | Marcatori | 2’ (ac) Nagayoshi |

| Arbitri: | David Tomlinson Gareth Greenfield |

|                                    |           |                         |
| Wellen 23’ M. Grambusch 53’ (rig.) | Marcatori | 10’ Charlier 55’ Wegnez |

| Arbitri: | Javed Shaikh Federico García |

|                                                            |           |            |
| Charlier 18’ Boon 22’, 27’, 28’, 51’, 56’ (ac) Dockier 52’ | Marcatori | 46’ Fukuda |

| Arbitri: | Lim Hong Zhen Jakub Mejzlík |

|                         |           |                                                                             |
| Jang 15’ (ac), 60’ (ac) | Marcatori | 2’, 7’, 41’ Wellen 43’ (ac) Peillat 51’ Weigand 53’ M. Grambusch 53’ Ludwig |

### Gruppo C
| Pos | Squadra       | G | V | N | P | GF | GS | DG  | Pt | Qualificazione   |
| --- | ------------- | - | - | - | - | -- | -- | --- | -- | ---------------- |
| 1   | Paesi Bassi   | 3 | 3 | 0 | 0 | 22 | 0  | +22 | 9  | Quarti di finale |
| 2   | Malaysia      | 3 | 2 | 0 | 1 | 6  | 8  | −2  | 6  | Eliminatorie     |
| 3   | Nuova Zelanda | 3 | 1 | 0 | 2 | 5  | 8  | −3  | 3  | Eliminatorie     |
| 4   | Cile          | 3 | 0 | 0 | 3 | 3  | 20 | −17 | 0  |                  |

| Arbitri: | Bruce Bale Federico García |

|                        |           |                   |
| Lane 10’ Hiha 12’, 19’ | Marcatori | 50’ (ac) Contardo |

| Arbitri: | Sean Rapaport Jakub Mejzlík |

|                                                         |           |  |
| van Dam 20’ Janssen 24’ (rig.) Beins 47’ (ac) Croon 60’ | Marcatori |  |

| Arbitri: | Ben Göntgen Germán Montes de Oca |

|                                                  |           |                                  |
| Rahim 26’ (rig.) Hamsani 41’ Sumantri 42’ (rig.) | Marcatori | 20’ (rig.) Amoroso 29’ Rodríguez |

| Arbitri: | Lim Hong Zhen Federico García |

|  |           |                                            |
|  | Marcatori | 3’, 13’ Brinkman 20’ Bijen 55’ Hoedemakers |

| Arbitri: | Martin Madden Bruce Bale |

|                              |           |                            |
| Saari 9’, 57’ Rahim 43’ (ac) | Marcatori | 52’ Phillips 53’ (ac) Lane |

| Arbitri: | Dan Barstow Rawi Anbananthan |

| |           |  |
| Janssen 7’ (ac), 30’ (ac), 35’ (ac), 45’ (ac) de Vilder 23’ van Dam 24’ Brinkman 26’, 34’, 59’ (ac) Pieters 38’ Bijen 41’, 46’ Blok 43’ Beins 49’ | Marcatori |  |

### Gruppo D
| Pos | Squadra     | G | V | N | P | GF | GS | DG  | Pt | Qualificazione   |
| --- | ----------- | - | - | - | - | -- | -- | --- | -- | ---------------- |
| 1   | Inghilterra | 3 | 2 | 1 | 0 | 9  | 0  | +9  | 7  | Quarti di finale |
| 2   | India (H)   | 3 | 2 | 1 | 0 | 6  | 2  | +4  | 7  | Eliminatorie     |
| 3   | Spagna      | 3 | 1 | 0 | 2 | 5  | 7  | −2  | 3  | Eliminatorie     |
| 4   | Galles      | 3 | 0 | 0 | 3 | 3  | 14 | −11 | 0  |                  |

| Arbitri: | Germán Montes de Oca Lim Hong Zhen |

|                                                          |           |  |
| Park 1’ Ansell 28’ (ac), 38’ (ac) Roper 42’ Bandurak 58’ | Marcatori |  |

| Arbitri: | Steve Rodgers Jakub Mejzlík |

|                          |           |  |
| Amit 13’ (ac) Hardik 26’ | Marcatori |  |

| Arbitri: | Ben Göntgen Sean Rapaport |

|                                                    |           |            |
| Reyné 17’, 39’ Iglesias 23’ Miralles 33’ (ac), 57’ | Marcatori | 53’ Carson |

| Raurkela 15 gennaio 2023, ore 19:00 UTC+5:30 | Inghilterra                  | 0 – 0 referto | India | Birsa Munda International Hockey Stadium\| Arbitri: \| Marcin Grochal Steve Rodgers \| |
| Arbitri:                                     | Marcin Grochal Steve Rodgers |               |       |                                                                                        |

| Arbitri: | Marcin Grochal Coen van Bunge |

|  |           |                                                   |
|  | Marcatori | 11’ (ac) Roper 22’ Condon 51’ Bandurak 52’ Ansell |

| Arbitri: | Jonas van 't Hek Gareth Greenfield |

|                                                           |           |                                  |
| Shamsher 22’ (ac) Akashdeep 33’, 46’ Harmanpreet 60’ (ac) | Marcatori | 43’ (ac) Furlong 45’ (ac) Draper |

## Fase di classificazione

### Partite dal 9º al 16º posto
| Arbitri: | Germán Montes de Oca Bruce Bale |

|                                                                            |           |                                       |
| Sherwood 9’, 57’ Morgan 17’ (ac) Ntuli 26’ Horne 43’ M. Cassiem 44’ (rig.) | Marcatori | 35’ (ac), 45’ (rig.) Razie 57’ Firhan |

| Arbitri: | David Tomlinson Sean Rapaport |

|                             |                |                  |
| Hawker 10’ Furlong 23’ (ac) | Marcatori      | 15’, 21’ Sellier |
|                             | Shootout 2 – 1 |                  |

| Arbitri: | Javed Shaikh Rawi Anbananthan |

|  |           | |
|  | Marcatori | 9’ Della Torre 17’, 34’ Casella 19’ (ac) Toscani 23’ Capurro 25’ Keenan 51’ Ferreiro 56’ (ac) Domene |

| Arbitri: | Lim Hong Zhen Federico García |

|  |           | |
|  | Marcatori | 33’ (ac) Mandeep 36’, 44’ Abhishek 40’ (ac) Vivek 46’ (ac), 59’ (ac) Harmanpreet 59’ Manpreet 60’ (ac) Sukhjeet |

### Partite dal 13º al 16º posto
| Arbitri: | Germán Montes de Oca David Tomlinson |

|                                 |           |                             |
| Shello 8’ (ac), 32’ Shahmie 34’ | Marcatori | 24’ K. Tanaka 32’ S. Tanaka |

| Arbitri: | Federico García Rawi Anbananthan |

|                              |           |                                                 |
| Becerra 21’ (ac) Pizarro 54’ | Marcatori | 14’ Curty 18’ (ac), 18’ (ac) Charlet 43’ Xavier |

### Partite dal 9º al 12º posto
| Arbitri: | Lim Hong Zhen Sean Rapaport |

|                                                                              |           |  |
| Toscani 16’ Ferreiro 29’, 49’ Bugallo 31’ Tarazona 37’ (ac) Casella 48’ (ac) | Marcatori |  |

| Arbitri: | Jonas van 't Hek Bruce Bale |

|                                  |           |                                                                          |
| Mvimbi 49’ M. Cassiem 60’ (rig.) | Marcatori | 5’ Abhishek 12’ (ac) Harmanpreet 56’ Shamsher 59’ Akashdeep 59’ Sukhjeet |

## Fase finale

### Tabellone
|  | Eliminatorie           | Eliminatorie |                   |       | Quarti di finale | Quarti di finale |   |  | Semifinali | Semifinali |  |  | Finale 1º posto | Finale 1º posto |
|  |                        |              |                   |       |                  |                  |   |  |            |            |  |  |                 |                 |
|  |                        |              |                   |       |                  |                  |   |  |            |            |  |  |                 |                 |
|  |                        |              |                   |       |                  |                  |   |  |            |            |  |  |                 |                 |
|  |                        |              |                   |       |                  |                  |   |  |            |            |  |  |                 |                 |
|  | 24 gennaio             |              |                   |       |                  |                  |   |  |            |            |  |  |                 |                 |
|  |                        |              |                   |       |                  |                  |   |  |            |            |  |  |                 |                 |
|  | Australia              | 4            |                   |       |                  |                  |   |  |            |            |  |  |                 |                 |
|  | Australia              | 4            | 22 gennaio        |       |                  |                  |   |  |            |            |  |  |                 |                 |
|  |                        |              | Spagna            | 3     |                  |                  |   |  |            |            |  |  |                 |                 |
|  | Malaysia               | 2 (3)        | Spagna            | 3     |                  |                  |   |  |            |            |  |  |                 |                 |
|  | Malaysia               | 2 (3)        | 27 gennaio        |       |                  |                  |   |  |            |            |  |  |                 |                 |
|  | Spagna (d.s.o.)        | 2 (4)        |                   |       |                  |                  |   |  |            |            |  |  |                 |                 |
|  | Spagna (d.s.o.)        | 2 (4)        | Australia         | 3     |                  |                  |   |  |            |            |  |  |                 |                 |
|  |                        |              | Australia         | 3     |                  |                  |   |  |            |            |  |  |                 |                 |
|  |                        | Germania     | 4                 |       |                  |                  |   |  |            |            |  |  |                 |                 |
|  |                        | Germania     | 4                 |       |                  |                  |   |  |            |            |  |  |                 |                 |
|  | 25 gennaio             |              |                   |       |                  |                  |   |  |            |            |  |  |                 |                 |
|  |                        |              |                   |       |                  |                  |   |  |            |            |  |  |                 |                 |
|  | Inghilterra            | 2 (3)        |                   |       |                  |                  |   |  |            |            |  |  |                 |                 |
|  | Inghilterra            | 2 (3)        | 23 gennaio        |       |                  |                  |   |  |            |            |  |  |                 |                 |
|  |                        |              | Germania (d.s.o.) | 2 (4) |                  |                  |   |  |            |            |  |  |                 |                 |
|  | Germania               | 5            | Germania (d.s.o.) | 2 (4) |                  |                  |   |  |            |            |  |  |                 |                 |
|  | Germania               | 5            | 29 gennaio        |       |                  |                  |   |  |            |            |  |  |                 |                 |
|  | Francia                | 1            |                   |       |                  |                  |   |  |            |            |  |  |                 |                 |
|  | Francia                | 1            | Germania (d.s.o.) | 3 (5) |                  |                  |   |  |            |            |  |  |                 |                 |
|  |                        |              | Germania (d.s.o.) | 3 (5) |                  |                  |   |  |            |            |  |  |                 |                 |
|  |                        | Belgio       | 3 (4)             |       |                  |                  |   |  |            |            |  |  |                 |                 |
|  |                        | Belgio       | 3 (4)             |       |                  |                  |   |  |            |            |  |  |                 |                 |
|  | 24 gennaio             |              |                   |       |                  |                  |   |  |            |            |  |  |                 |                 |
|  |                        |              |                   |       |                  |                  |   |  |            |            |  |  |                 |                 |
|  | Belgio                 | 2            |                   |       |                  |                  |   |  |            |            |  |  |                 |                 |
|  | Belgio                 | 2            | 22 gennaio        |       |                  |                  |   |  |            |            |  |  |                 |                 |
|  |                        |              | Nuova Zelanda     | 0     |                  |                  |   |  |            |            |  |  |                 |                 |
|  | India                  | 3 (4)        | Nuova Zelanda     | 0     |                  |                  |   |  |            |            |  |  |                 |                 |
|  | India                  | 3 (4)        | 27 gennaio        |       |                  |                  |   |  |            |            |  |  |                 |                 |
|  | Nuova Zelanda (d.s.o.) | 3 (5)        |                   |       |                  |                  |   |  |            |            |  |  |                 |                 |
|  | Nuova Zelanda (d.s.o.) | 3 (5)        | Belgio (d.s.o.)   | 2 (3) |                  |                  |   |  |            |            |  |  |                 |                 |
|  |                        |              | Belgio (d.s.o.)   | 2 (3) |                  |                  |   |  |            |            |  |  |                 |                 |
|  |                        | Paesi Bassi  | 2 (2)             |       | Finale 3º posto  | Finale 3º posto  |   |  |            |            |  |  |                 |                 |
|  |                        | Paesi Bassi  | 2 (2)             |       | Finale 3º posto  | Finale 3º posto  |   |  |            |            |  |  |                 |                 |
|  | 25 gennaio             | 25 gennaio   |                   |       | 29 gennaio       | 29 gennaio       |   |  |            |            |  |  |                 |                 |
|  | 25 gennaio             | 25 gennaio   |                   |       | 29 gennaio       | 29 gennaio       |   |  |            |            |  |  |                 |                 |
|  | Paesi Bassi            | 5            | Australia         | 1     |                  |                  |   |  |            |            |  |  |                 |                 |
|  | Paesi Bassi            | 5            | Australia         | 1     | 23 gennaio       |                  |   |  |            |            |  |  |                 |                 |
|  |                        |              | Corea del Sud     | 1     |                  | Paesi Bassi      | 3 |  |            |            |  |  |                 |                 |
|  | Argentina              | 5 (2)        | Corea del Sud     | 1     |                  | Paesi Bassi      | 3 |  |            |            |  |  |                 |                 |
|  | Argentina              | 5 (2)        |                   |       |                  |                  |   |  |            |            |  |  |                 |                 |
|  | Corea del Sud (d.s.o.) | 5 (3)        |                   |       |                  |                  |   |  |            |            |  |  |                 |                 |
|  | Corea del Sud (d.s.o.) | 5 (3)        |                   |       |                  |                  |   |  |            |            |  |  |                 |                 |

### Eliminatorie
| Arbitri: | Marcin Grochal Ben Göntgen |

|                       |                |                                 |
| Faizal 35’ Shello 49’ | Marcatori      | 41’ (rig.) Miralles 42’ Gispert |
|                       | Shootout 3 – 4 |                                 |

| Arbitri: | Germán Montes de Oca Sean Rapaport |

|                                            |                |                                            |
| Lalit 18’ Sukhjeet 25’ (ac) Varun 41’ (ac) | Marcatori      | 29’ Lane 44’ (ac) Russell 50’ (ac) Findlay |
|                                            | Shootout 4 – 5 |                                            |

| Arbitri: | Dan Barstow Coen van Bunge |

|                                                                             |           |                |
| Miltkau 15’ Wellen 19’ M. Grambusch 24’ Trompertz 25’ (ac) Peillat 60’ (ac) | Marcatori | 58’ (ac) Goyet |

| Arbitri: | Jonas van 't Hek Raghu Prasad |

|                                                           |                |                                                                      |
| Casella 8’ Keenan 21’, 47’ Della Torre 24’ (ac), 41’ (ac) | Marcatori      | 18’ Kim S. 20’ (ac) Jeong 41’ (ac), 50’ (ac) Jang J. 56’ (ac) Lee N. |
|                                                           | Shootout 2 – 3 |                                                                      |

### Quarti di finale
| Arbitri: | Martin Madden Coen van Bunge |

|                                                     |           |                                            |
| Ogilvie 30’ Zalewski 32’ Hayward 33’ (ac), 37’ (ac) | Marcatori | 20’ Gispert 24’ Recasens 41’ (ac) Miralles |

| Arbitri: | Dan Barstow Raghu Prasad |

|                             |           |  |
| Boon 11’ (ac) Van Aubel 16’ | Marcatori |  |

| Arbitri: | Steve Rodgers Jakub Mejzlík |

|                             |                |                                          |
| Wallace 12’ Ansell 33’ (ac) | Marcatori      | 58’ M. Grambusch 59’ (rig.) T. Grambusch |
|                             | Shootout 3 – 4 |                                          |

| Arbitri: | Ben Göntgen Gareth Greenfield |

|                                                                |           |         |
| Bijen 27’, 31’ (ac) Blok 36’ Van Heijningen 50’ Beins 58’ (ac) | Marcatori | 51’ Seo |

### Semifinali
| Arbitri: | Marcin Grochal Coen van Bunde |

|                                               |           |                                                 |
| Hayward 12’ (ac) Ephraums 27’ Govers 58’ (ac) | Marcatori | 43’ (ac), 52’ (ac), 59’ (ac) Peillat 60’ Wellen |

| Arbitri: | Jakub Meizlík Steve Rodgers |

|                             |                |                            |
| Boon 27’ (ac) De Kerpel 45’ | Marcatori      | 12’ (ac), 36’ (ac) Janssen |
|                             | Shootout 3 – 2 |                            |

### Finale 3º posto
| Arbitri: | Dan Barstow Martin Madden |

|             |           |                                    |
| Hayward 13’ | Marcatori | 33’ (ac) Janssen 35’, 40’ Brinkman |

### Finalissima
| Arbitri: | Jakub Mejzlík Steve Rodgers |

|                                                   |                |                                        |
| Wellen 29’ (ac) Peillat 41’ (ac) M. Grambusch 48’ | Marcatori      | 10’ Van Aubel 11’ Cosyns 59’ (ac) Boon |
|                                                   | Shootout 5 – 4 |                                        |

## Classifica finale
| Pos. | Squadra       |
| ---- | ------------- |
| 1    | Germania      |
| 2    | Belgio        |
| 3    | Paesi Bassi   |
| 4    | Australia     |
| 5    | Inghilterra   |
| 6    | Spagna        |
| 7    | Nuova Zelanda |
| 8    | Corea del Sud |
| 9    | Argentina     |
| 9    | India         |
| 11   | Galles        |
| 11   | Sudafrica     |
| 13   | Francia       |
| 13   | Malaysia      |
| 15   | Cile          |
| 15   | Giappone      |